# خوسيه دي ليو
خوسيه دي ليو (بالإسبانية: José Di Leo)‏ هو لاعب كرة قدم أرجنتيني، ولد في 2 يناير 1961 في روساريو في الأرجنتين. لعب مع روزاريو سنترال.